# Donne di Algeri
Donne di Algeri (Le femmes d'Alger), versione "O",  è un dipinto a olio su tela (114x146 cm) realizzato nel 1955 dal pittore spagnolo Pablo Picasso. Appartiene alla Ganz Collection di New York.

## Descrizione
Il quadro rappresenta un harem, nel quale si vedono distintamente due personaggi femminili. Realizzato tra il 13 dicembre 1954 e il 14 febbraio 1955, fa parte di una serie di quindici dipinti, numerosi schizzi e diverse litografie ispirati alle Donne di Algeri di Delacroix. L'artista sposta i personaggi presenti nel quadro originale e ne aggiunge di nuovi, come il nudo in primo piano, preso da Il bagno turco di Ingres. La donna sulla sinistra ha il volto di Jacqueline Rocque, ultima compagna di Picasso.
La sera dell'11 maggio 2015, presso la casa aste Christie's, il quadro è stato venduto per 179,4 milioni di dollari, il prezzo più alto mai pagato all'asta per un quadro fino a quel momento. Il record di quadro più costoso mai venduto al mondo è rimasto fino al 16 novembre 2017, quando la stessa casa d'asta ha battuto per 450,3 milioni di dollari il Salvator Mundi di Leonardo da Vinci. L'acquirente sarebbe l'ex primo ministro del Qatar, Hamad bin Jassim bin Jaber al Thani.